# Wesoła (Kraków)

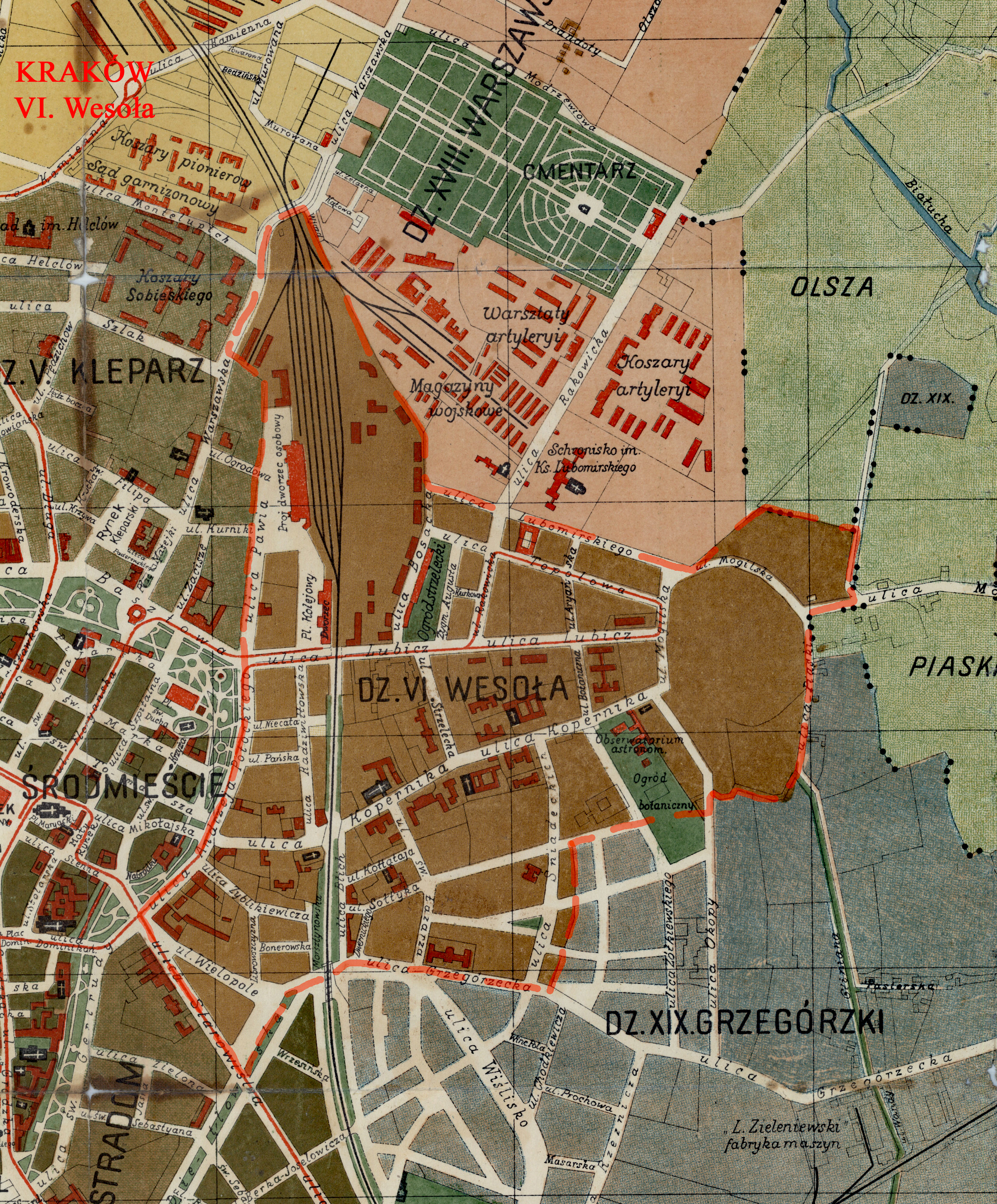
Wesoła na planie z 1916 roku jako dzielnica Krakowa.

Wesoła – obszar Krakowa, według współczesnego podziału administracyjnego Krakowa wchodzący częściowo w skład dzielnicy I Stare Miasto, a częściowo w skład dzielnicy II Grzegórzki. Wesoła położona jest pomiędzy Starym Miastem na zachodzie, Warszawskim na północy, Grzegórzkami na wschodzie oraz Kazimierzem i Stradomiem na południu. Dawna VI dzielnica katastralna Krakowa. Granicami Wesołej są ulice: św. Gertrudy, Westerplatte, Pawia, tunel tramwajowy pod Dworcem Głównym, Wita Stwosza, Lubomirskiego, al. Powstania Warszawskiego, południowa część Ogrodu Botanicznego, Śniadeckich, Grzegórzecka, Dietla, Sarego. Osią przedmieścia był dawny trakt handlowy z Krakowa przez Mogiłę do Sandomierza i na Ruś, czyli dzisiejsza ulica Kopernika.
Na Wesołej znajduje się kilka zabytkowych kościołów, zabudowań, wiaduktów i ogrodów. Oto one:
- kościół św. Mikołaja – jeden z najstarszych kościołów Krakowa, wzmiankowany już na początku XI wieku,
- kościół jezuitów przy ul. Kopernika (1909-1921),
- pokarmelicki kościół Niepokalanego Poczęcia NMP, znany obecnie jako kościół św. Łazarza,
- kościół św. Teresy wraz z zespołem klasztornym karmelitanek,
- pałac Mańkowskich według projektu Józefa Sowińskiego i Władysława Kaczmarskiego wzniesiony w stylu neoklasycznym w latach 1901–1904. W czasach PRL mieścił Muzeum Lenina. Obecne znajduje się tu siedziba Wojewódzkiego Sądu Administracyjnego,
- Ogród Botaniczny powstały w 1779 r. z budynkiem Obserwatorium Astronomicznego (1788–1792),
- kliniki uniwersyteckie Collegium Medicum UJ przy ul. Kopernika,
- Park Strzelecki powstały pod koniec XVIII wieku i będący obecnie siedzibą Bractwa Kurkowego,
- Browar Kraków
- Opera Krakowska
- Dawny most na Starej Wiśle, a obecnie wiadukt kolejowy nad ulicą Wielopole[1][2]

## Galeria

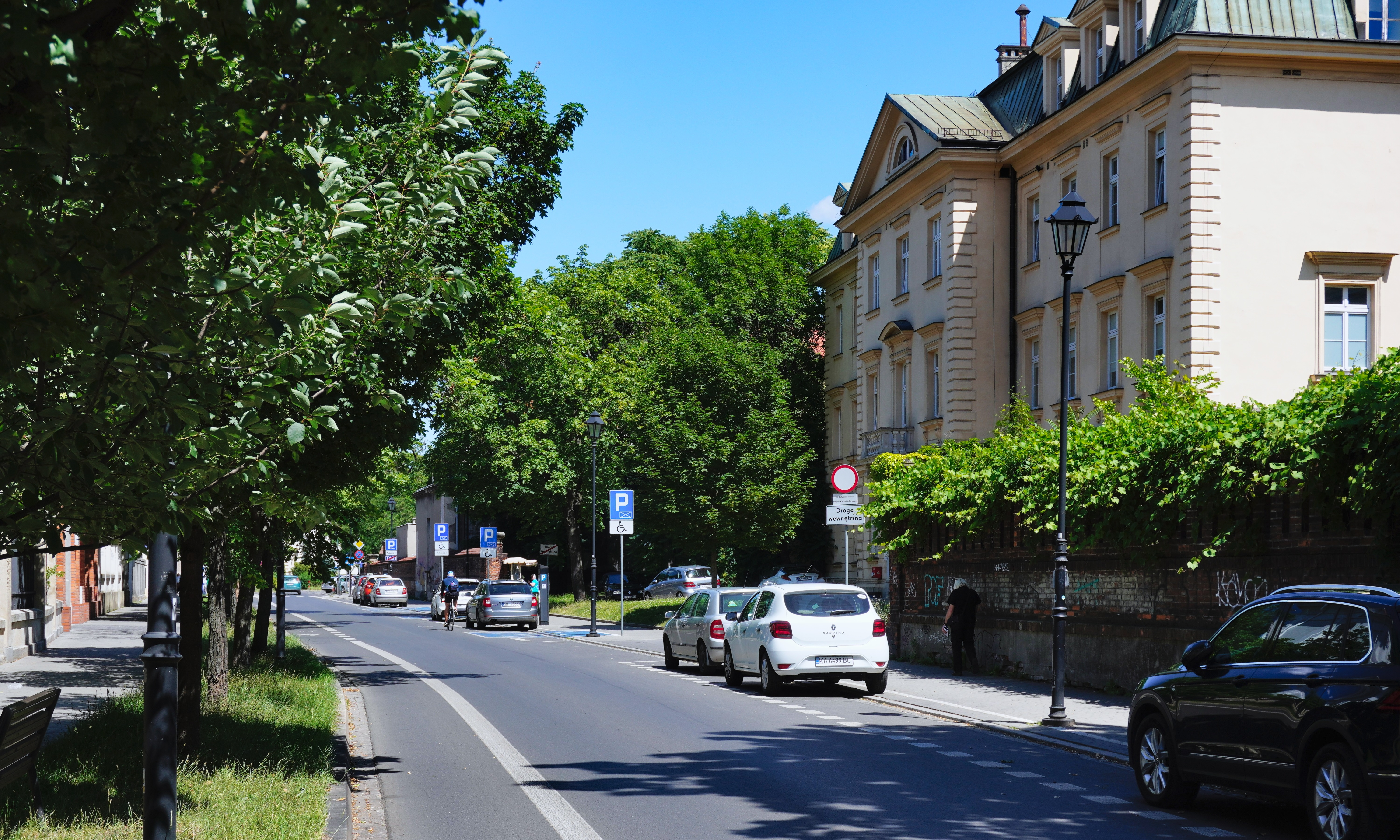
Ulica Mikołaja Kopernika
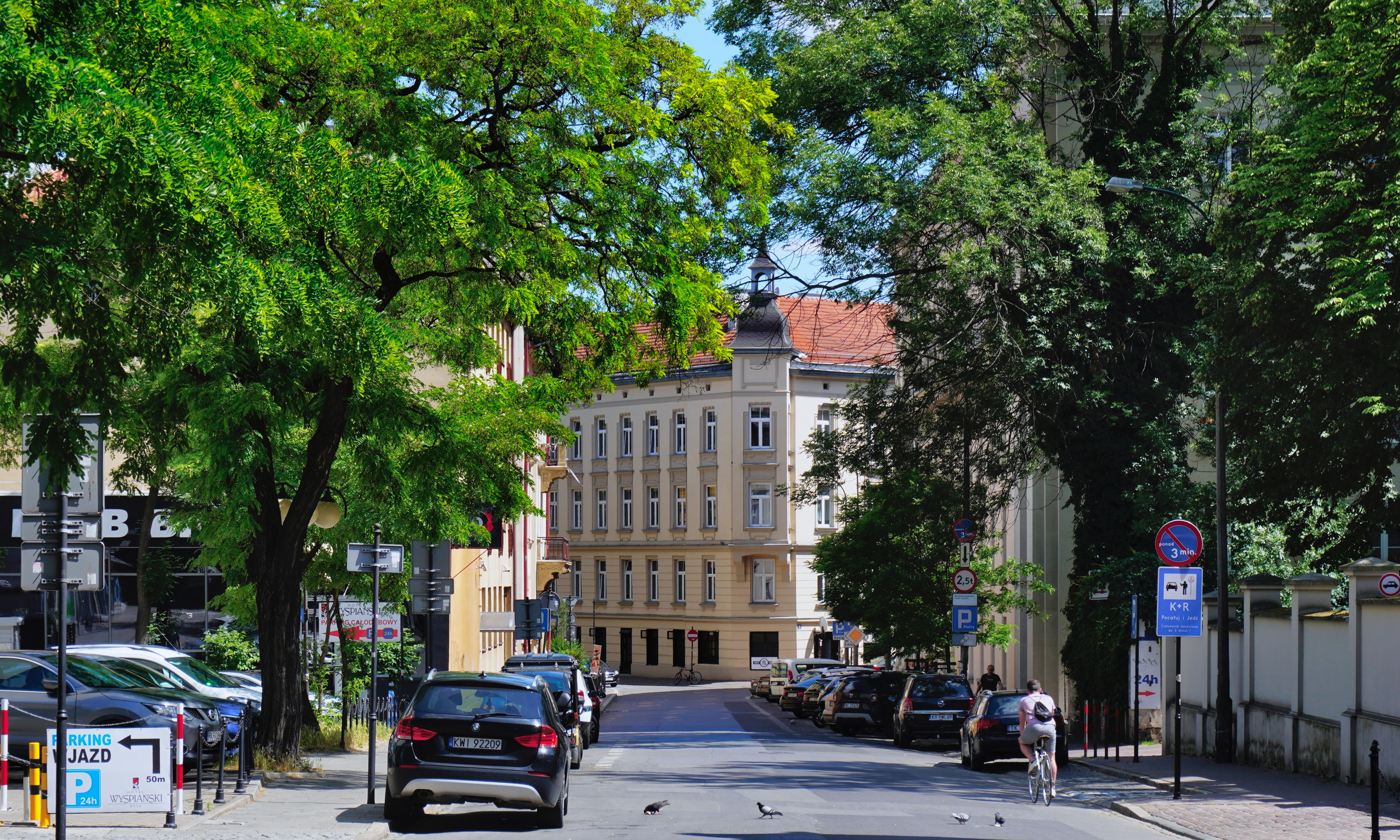
Ulica Mikołaja Zyblikiewicza
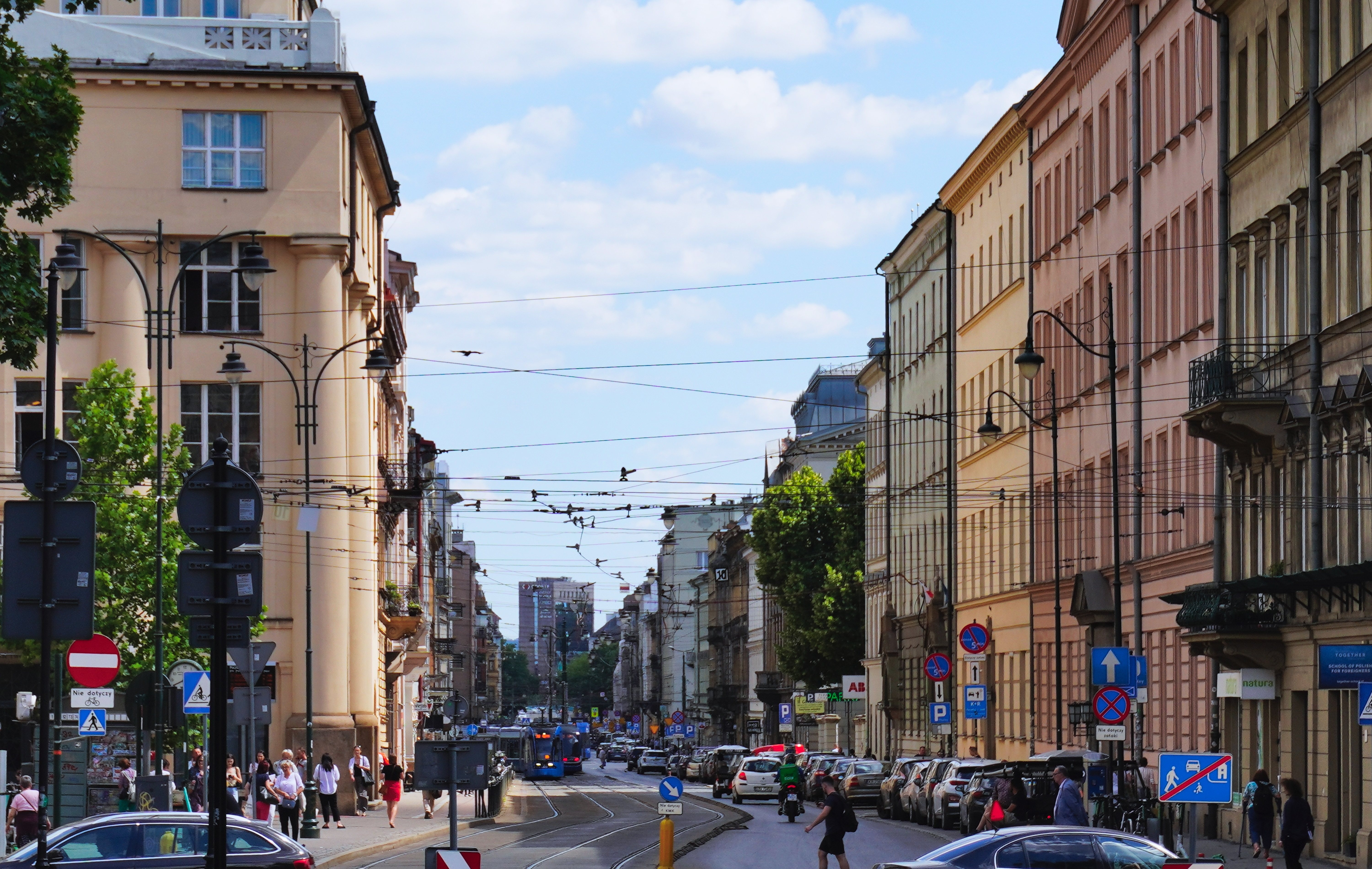
Ulica Starowiślna
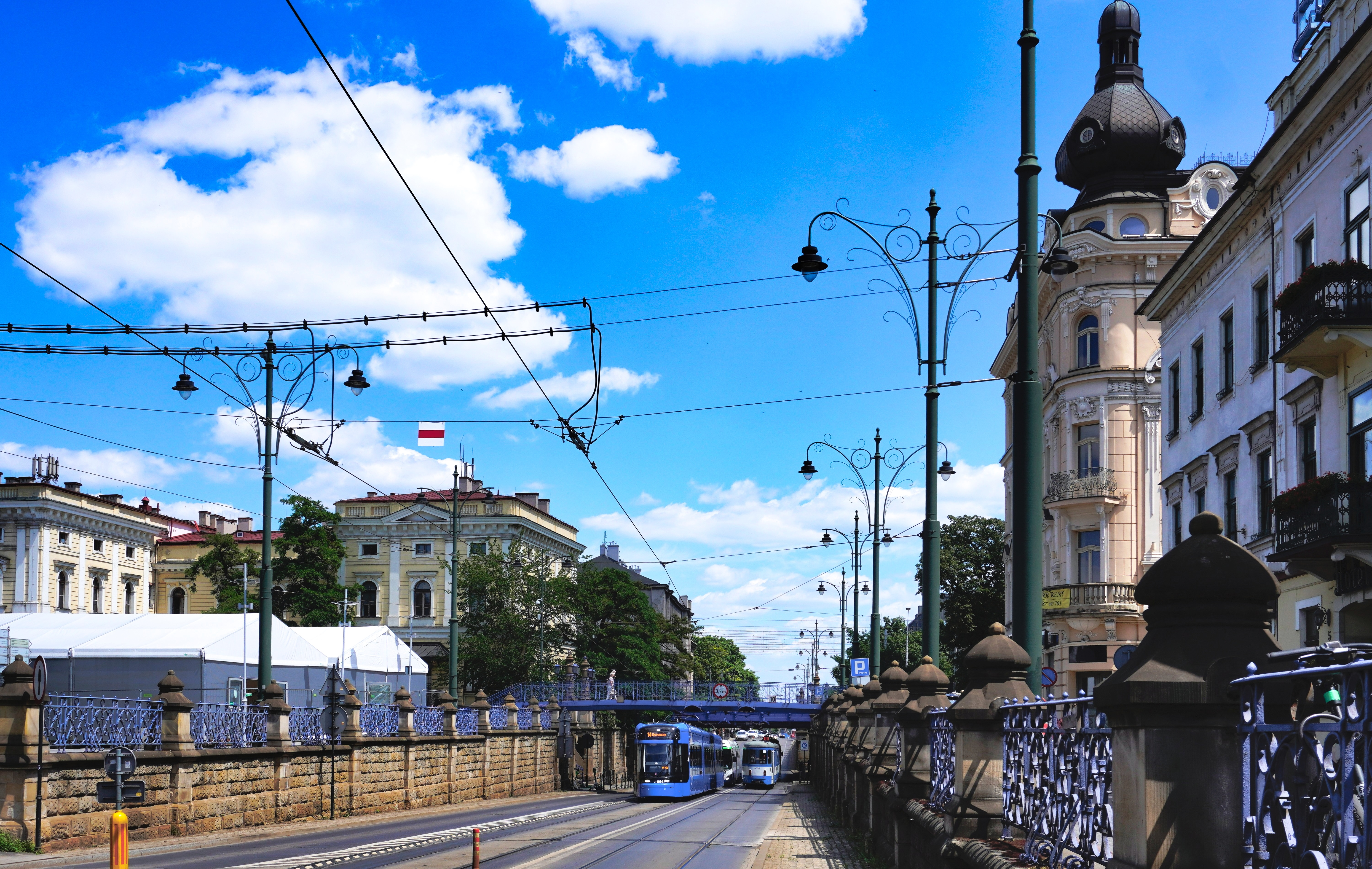
Ulica Lubicz, przekop Talowskiego i wiadukt kolejowy
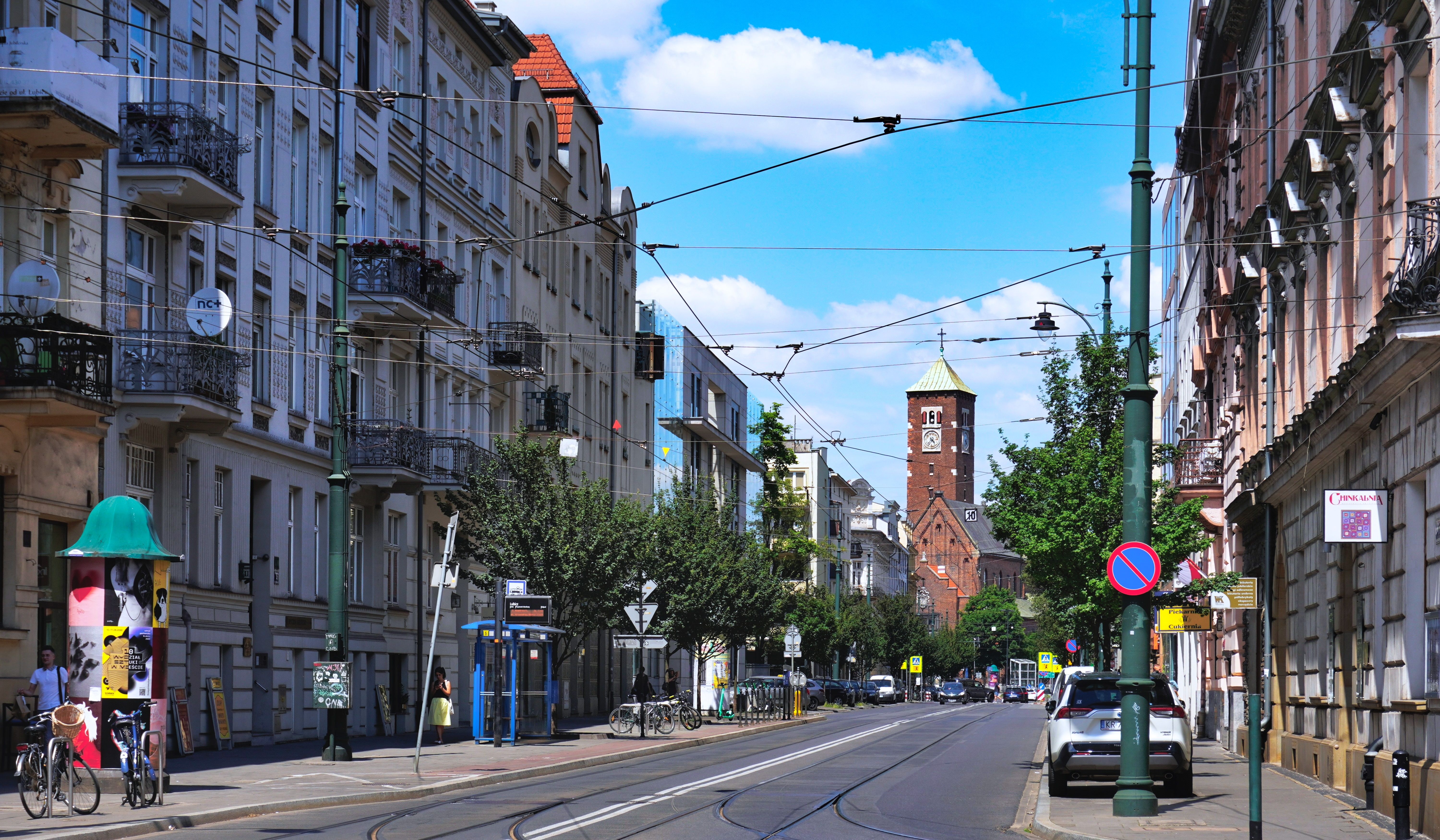
Ulica Rakowicka
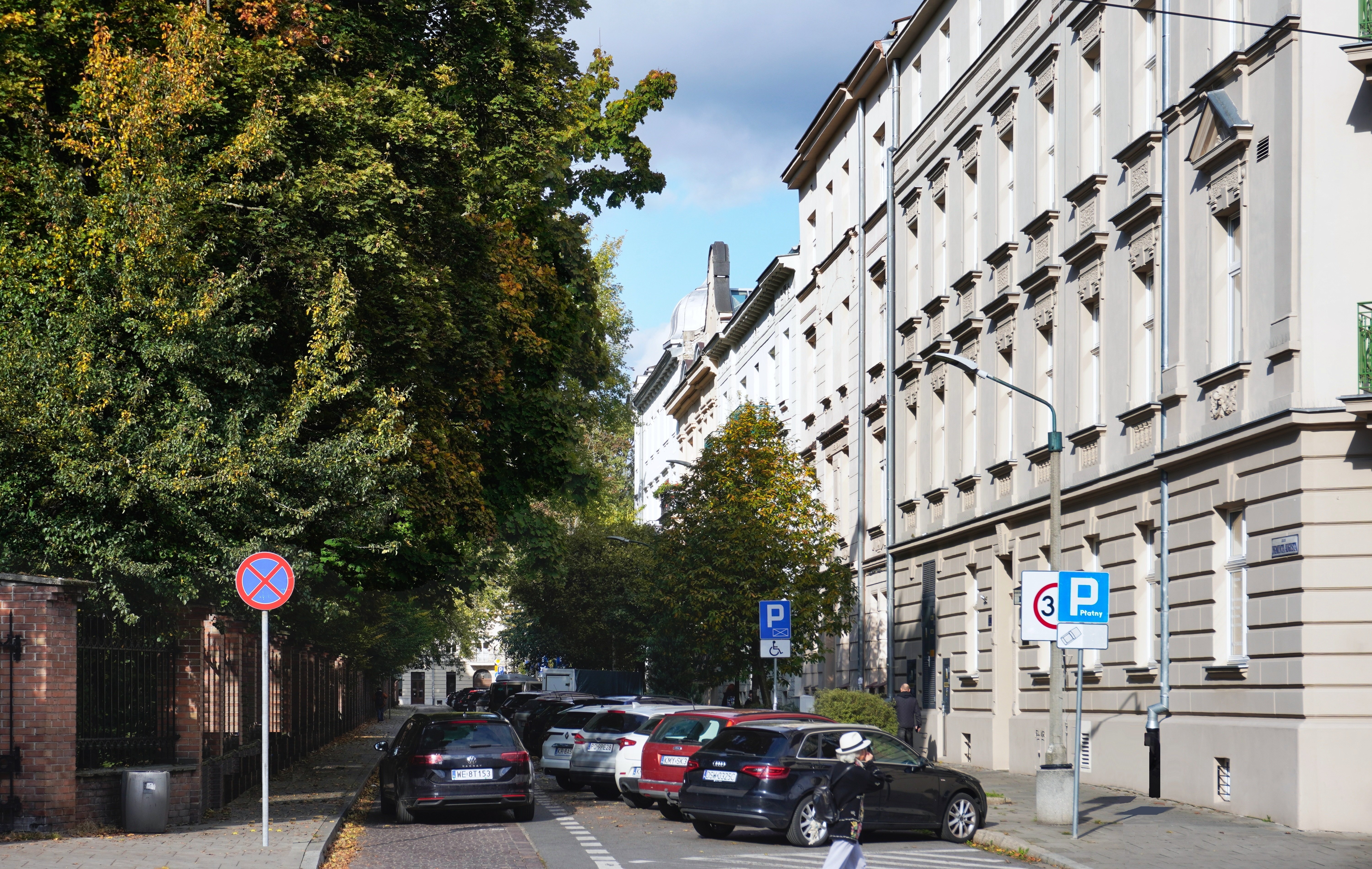
Ulica Zygmunta Augusta
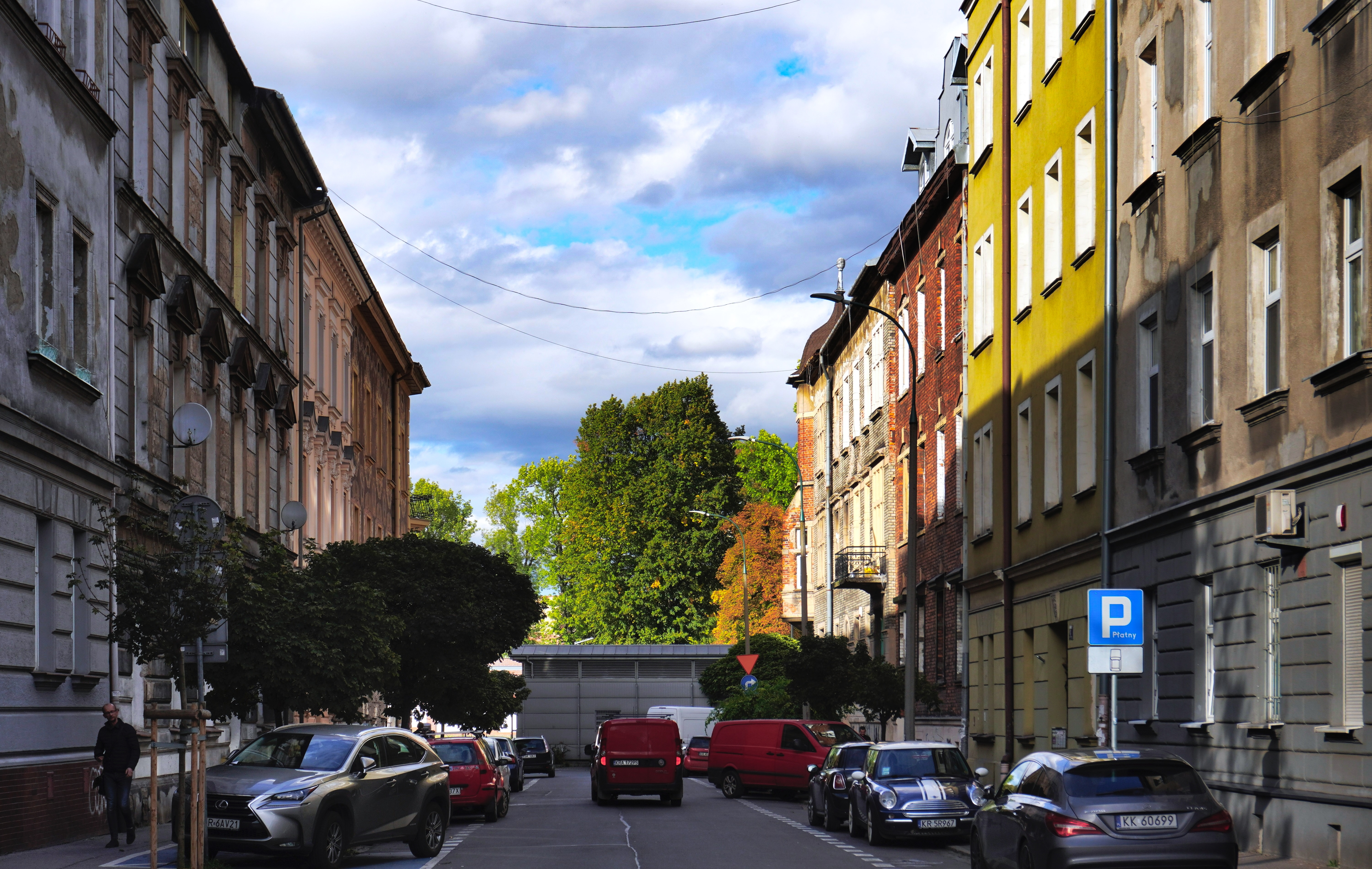
Ulica Ariańska
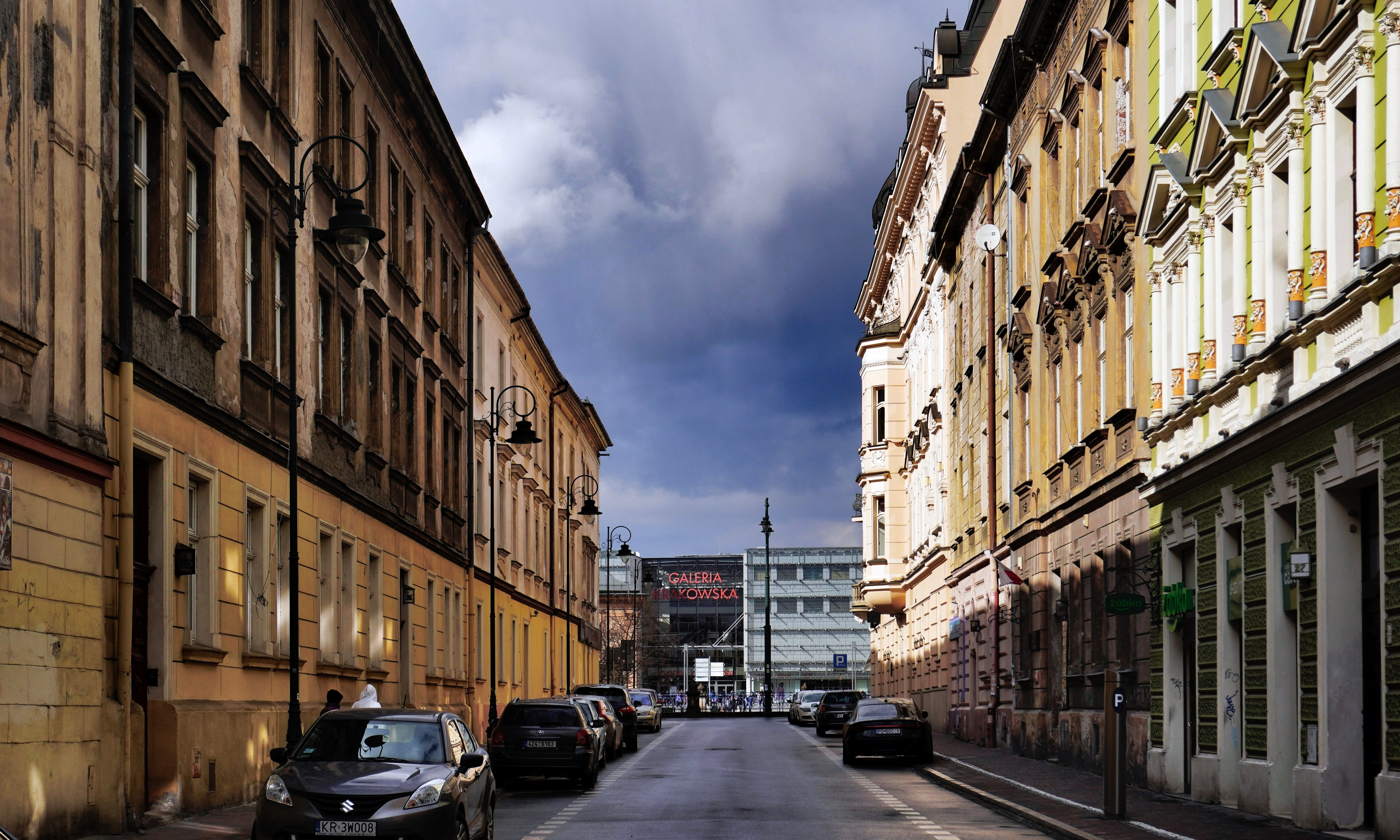
Ulica Radziwiłłowska
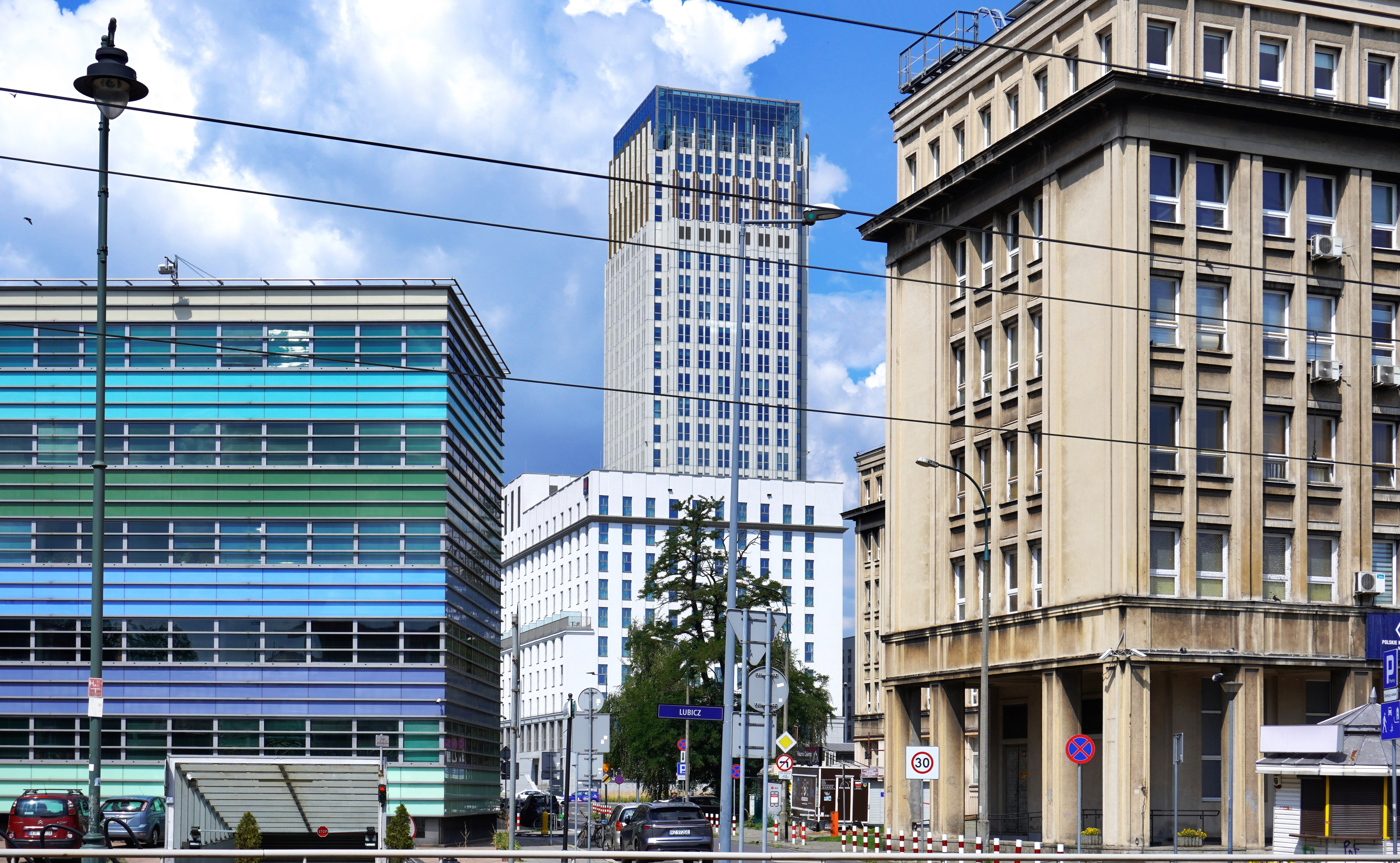
Ulica Iwony Borowickiej
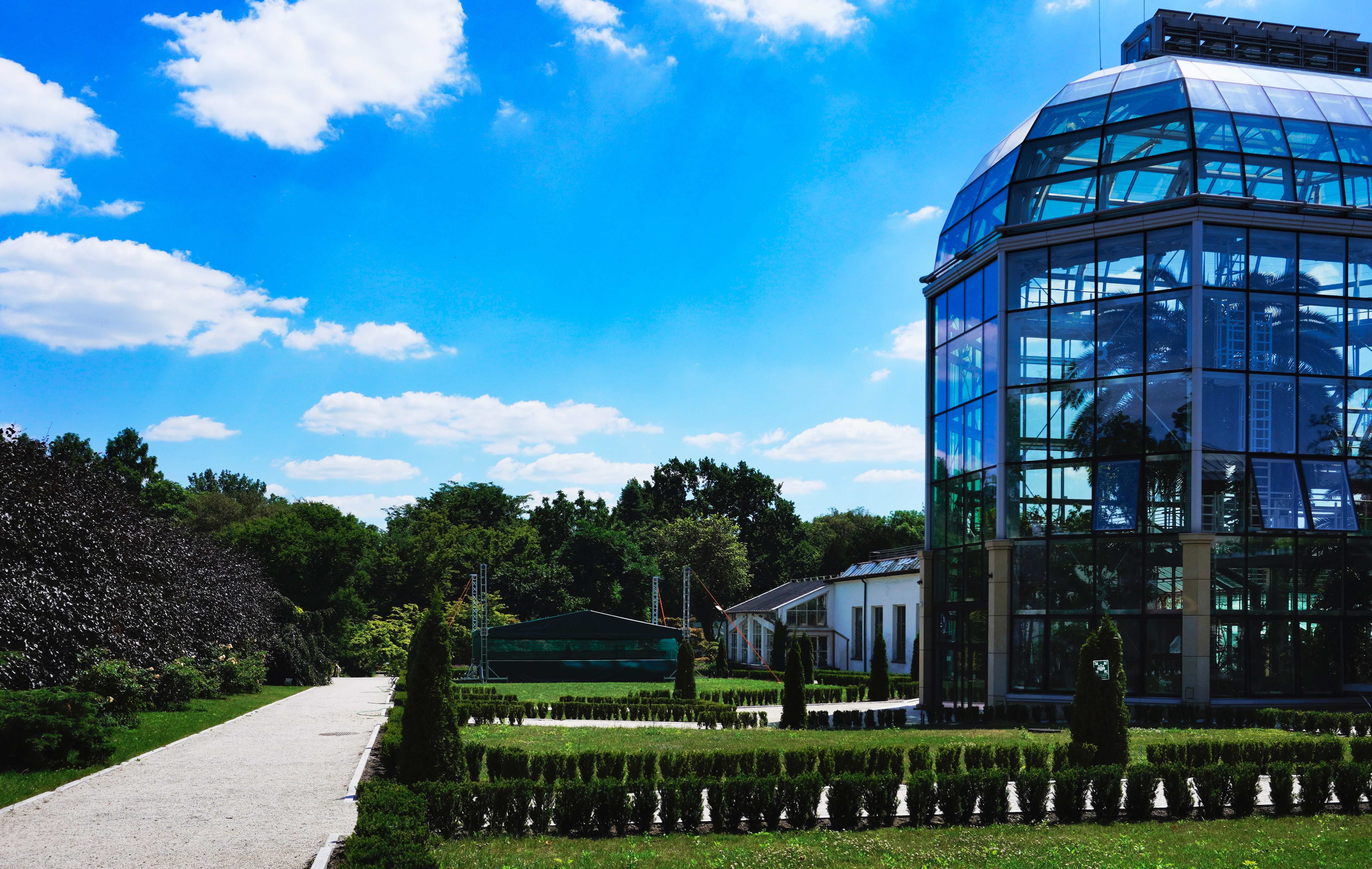
Ogród Botaniczny Uniwersytetu Jagiellońskiego
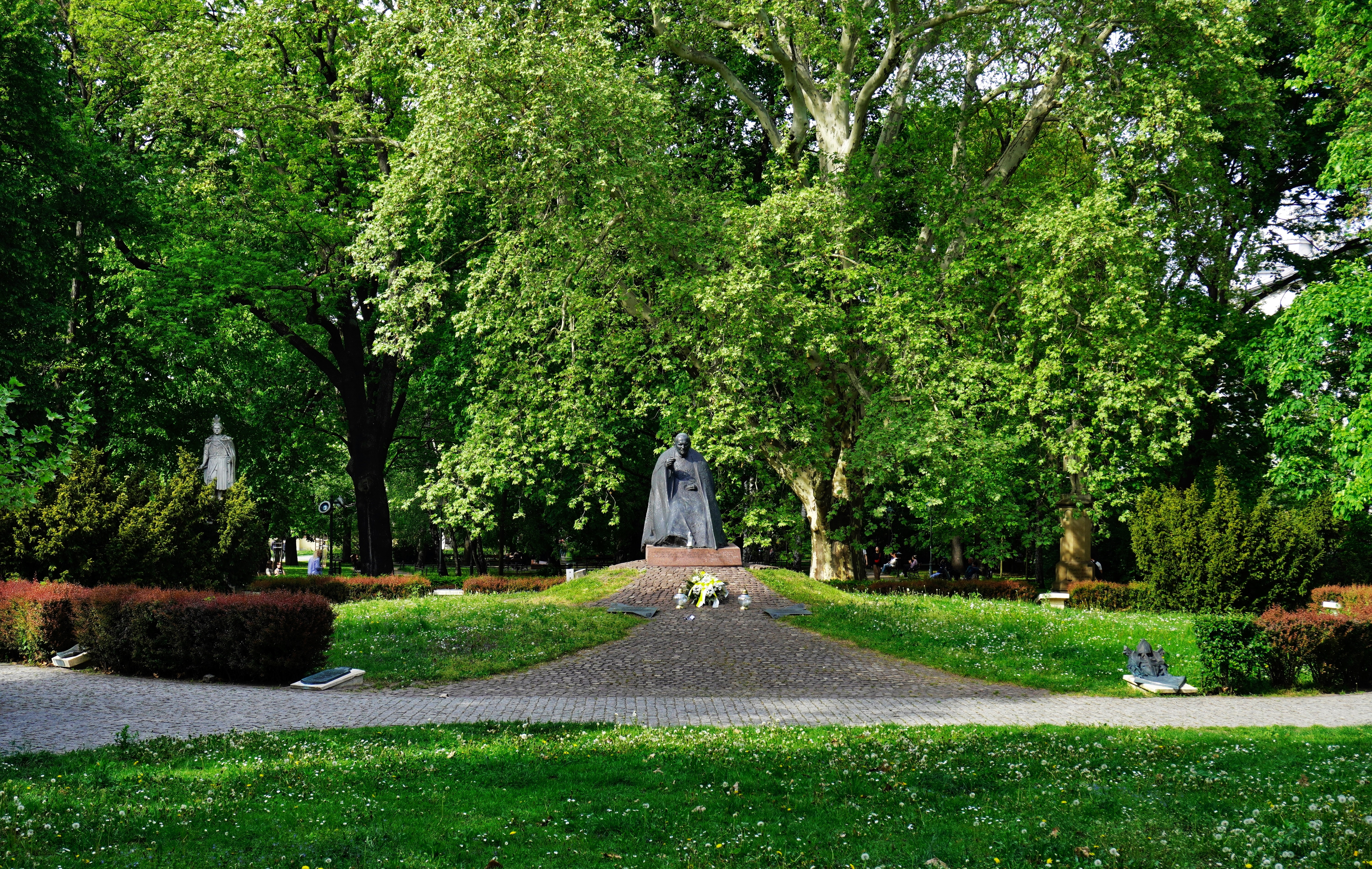
Park Strzelecki
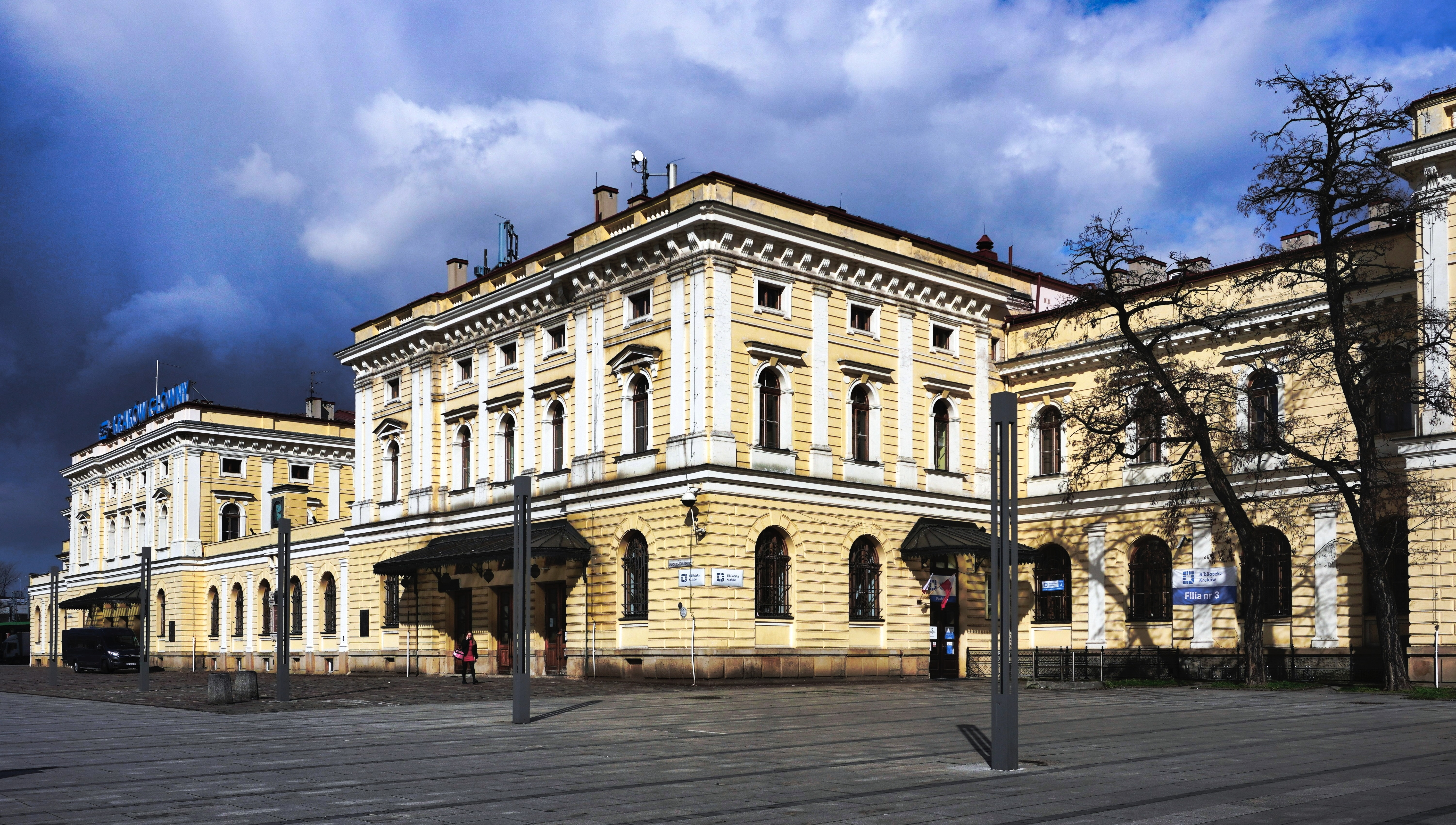
Dawny budynek dworca Kraków Główny